# Grutas Xoxafi
Grutas Xoxafi är en grotta i Mexiko.   Den ligger i kommunen Santiago de Anaya och delstaten Hidalgo, i den sydöstra delen av landet, 110 km norr om huvudstaden Mexico City. Grutas Xoxafi ligger 2 229 meter över havet.
Terrängen runt Grutas Xoxafi är kuperad åt nordväst, men åt sydost är den platt. Grutas Xoxafi ligger uppe på en höjd. Runt Grutas Xoxafi är det ganska tätbefolkat, med 129 invånare per kvadratkilometer. Närmaste större samhälle är Santiago de Anaya, 6,8 km öster om Grutas Xoxafi. Trakten runt Grutas Xoxafi består i huvudsak av gräsmarker.